# Маман Шеріф Туре
Маман Шеріф Туре (фр. Mamam Cherif Touré, нар. 13 січня 1981, Манго) — тоголезький футболіст, що грав на позиції півзахисника.
Виступав, зокрема, за клуби «Лівінгстон» та «Мец», а також національну збірну Того.

## Клубна кар'єра
У дорослому футболі почав грати на батьківщині за клуб «Етуаль Філант», а 1996 року потрапив до Європи, де грав за дублюючі команди німецьких «Айнтрахта» та «Нюрнберга», а також французького «Марселя», проте до жодної з перших команд не потрапив.
1999 року відправився до ОАЕ, де грав за «Аль-Джазіру» та «Аль-Наср» (Дубай), де він не відчував себе комфортно. Тому він повернувся до Європи навесні 2001 року і підписав контракт з німецьким клубом «Ганновер 96». Тим не менш тоголезець зіграв лише три матчі у Другій Бундеслізі, через що по завершенні сезону перейшов у шотландський «Лівінгстон». Відіграв за команду з Лівінгстона наступні чотири сезони своєї ігрової кар'єри.
Після погіршення фінансового становища шотландського клубу Туре покинув клуб і у січні 2005 року був на перегляді в норвезькому клубі «Бранн», де він стверджував, що народився в 1985 році, і що ніколи не грав за будь-які клуби в Європі. Один із гравців «Бранна», Чарлі Міллер, який раніше грав у «Данді Юнайтед», запитав Туре, чи він той же гравець, що раніше грав за «Лівінгстон», але Туре заперечив це. Тим не менш контракт тоголезця з норвезьким клубом укладений не був і незабаром він уклав контракт з французьким клубом «Мец», у складі якого у сезоні 2005/06 зіграв 10 матчів у Лізі 1.
Протягом 2006—2008 років захищав кольори «Аль-Джазіри» та «МК Алжиру». Завершив професійну ігрову кар'єру у оманському клубі «Аль-Оруба» (Сур), за команду якого виступав протягом 2008—2009 років.

## Виступи за збірну
1998 року дебютував в офіційних матчах у складі національної збірної Того і того ж року взяв участь у Кубку африканських націй 1998 року у Буркіна Фасо.
Згодом у складі збірної був учасником Кубка африканських націй 2000 року у Гані та Нігерії, Кубка африканських націй 2006 року в Єгипті, а також чемпіонату світу 2006 року у Німеччині.
Протягом кар'єри у національній команді, яка тривала 12 років, провів у формі головної команди країни 36 матчів, забивши 6 голів.